# Henri de Jordan
Henri de Jordan né à Alger le 13 septembre 1944, décédé le 31 janvier 1996 à Royan, est un artiste peintre français. L’essentiel de la carrière d'Henri de Jordan s’étale de 1970 à 1996. 
Henri Gabriel Degeorge dit de lui : "Henri de Jordan a appris très tôt l'importance de la lumière. Il a pour les paysages une passion sensuelle et parfois violente, nourrie par la permanence de l'ensoleillement méditerranéen.
Ses toiles structurées en grands plans horizontaux d'une matière épaisse et fluide selon la luminosité recherchée, traduisent une sensibilité à la nature d'un raffinement aristocratique. Ses verts, ses bleus, ses roses et ses roux apportent à ses compositions une stylistique racée et la plénitude d'un certain bonheur de peindre".

## Biographie

### Famille
Henri de Jordan naquit le 13 septembre 1944 à Alger. D'un père artiste peintre et d'une mère catalane descendante de la famille Güell.
Il quitta l'Algérie après quelques mois pour les Pyrénées-Orientales. Il passa son enfance entre la Côte Vermeille et la Cerdagne, où naîtra le gout de la couleur et des grands espaces.

### L'artiste
A 13 ans, il emporta un premier prix du concours "c'est jeudi" de Jean Nohain ainsi que la mention honorable et les félicitations du jury de l'auditorium de Nice.
Au tout début des années soixante, il intégra l'École supérieure Tessier de Tours.
Il fut ensuite remarqué à Perpignan par Firmin Bauby à Sant Vicens. Il y découvrit la peinture sur céramique et la tapisserie d'art. Il travailla avec Jean Picart le Doux et Jean Lurçat avec qui il entretiendra une longue amitié. Il y rencontra Dali, Picasso, etc.
À la fin des années soixante, au côté de Firmin Bauby, il effectua pendant deux ans un tour du monde dans plus d'une quarantaine de pays et territoires. Il en ramena un enrichissent pictural qu'il gardera toute sa vie. Comme Paul Gauguin, les couleurs de la Polynésie le marquèrent profondément. Mais aussi le Brésil, le Guatemala, l'Argentine, le Mexique, le Japon, l'Iran, l'Inde, l'Égypte, le Liban, Hong Kong, New York...
De retour en France, il lança définitivement sa carrière de peintre. De 1968 à 1978 il s'installa à Narbonne entre mer et corbières. Puis, jusqu'en 1982 à Fanjeaux. Ensuite, il partit à Grenoble s'imprégner de ces couronnes de montagnes et de leurs lumières. Il y ouvrit une galerie avenue Alsace-Lorraine. Quelques années plus tard, il se retira au calme dans la Drôme quelques années. En 1990, il s'installa en Charente-Maritime qu'il ne quitta plus.
Durant sa carrière, il exposa dans le monde entier.

## Œuvres diverses
- Rio et le Christ de Corcovado
- Paysage de la Drôme
- Le poulailler de Paulette
- Vase rouge
- Bord de mer
- Marine